# Nemaha County (Nebraska)
Nemaha County is een county in de Amerikaanse staat Nebraska.
De county heeft een landoppervlakte van 1.060 km² en telt 7.576 inwoners (volkstelling 2000). De hoofdplaats is Auburn.

## Bevolkingsontwikkeling

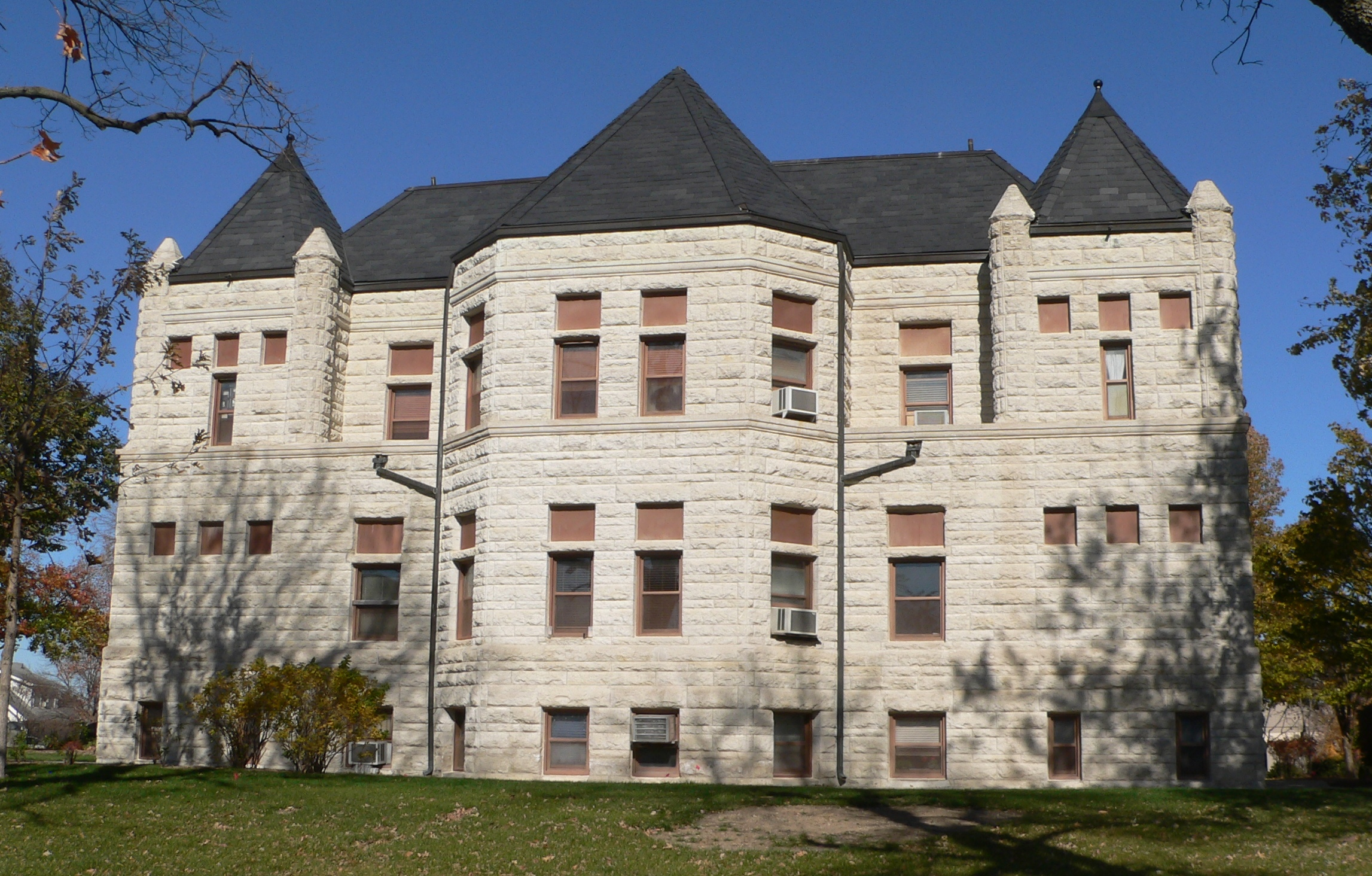
Nemaha County Courthouse